# Pandemia di COVID-19 in Gabon
Il primo caso della pandemia di COVID-19 in Gabon è stato confermato il 12 marzo 2020.

## Antefatti
Il 12 gennaio 2020, l'Organizzazione mondiale della sanità (OMS) ha confermato che un nuovo coronavirus era la causa di una nuova infezione polmonare che aveva colpito diversi abitanti della città di Wuhan, nella provincia cinese dell'Hubei, il cui caso era stato portato all'attenzione dell'OMS il 31 dicembre 2019.
Sebbene nel tempo il tasso di mortalità della COVID-19 si sia rivelato decisamente più basso di quello dell'epidemia di SARS che aveva imperversato nel 2003, la trasmissione del virus SARS-CoV-2, alla base della COVID-19, è risultata essere molto più ampia di quella del precedente virus del 2003, e ha portato a un numero totale di morti molto più elevato.
Il 5 maggio 2023, l'Organizzazione mondiale della sanità dichiara ufficialmente la fine della pandemia.

## Cronologia
Il 12 marzo 2020 è stato annunciato il primo caso del Paese, un uomo gabonese di 27 anni rientrato in Gabon dalla Francia, quattro giorni prima della conferma della positività al virus.
Il 17 marzo nel Paese sono stati confermati altri due casi, tra cui una donna che lavorava presso il Ministero degli affari esteri. Ha visitato Marsiglia e Parigi prima di tornare nel Paese.
Il 20 marzo è stata confermata la prima morte.